# Paolo Longo
Paolo Longo (Monopoli, 5 dicembre 1948) è un giornalista italiano.

## Biografia
Paolo Longo, volto noto ai telespettatori, è il corrispondente per la Rai dalla Cina. Nato a Monopoli (Bari), ma cittadino del mondo, per il suo peregrinare tra New York, Gerusalemme e Pechino. Intorno al 1970 è tra i fondatori di Telebari, la prima tv locale via etere d'Italia. Nel 1984 emigra dalla Puglia ed entra in Rai. Nel frattempo sposa una collega free lance, Manuela Parrino.

## Carriera
È inviato della televisione italiana a New York, dove è corrispondente dagli Stati Uniti per dodici anni.
Insieme alla moglie si trasferisce alla volta di Gerusalemme, ove occupa l'incarico di capo dell'ufficio di corrispondenza della Rai dal Medio Oriente.
Scrive il libro “La vita al tempo della guerra: Cronache da Israele e dai Territori”.
Il 26 settembre 2003 apre la sede Rai in Cina e prende servizio ufficiale a Pechino.
Nel 2008 la cerimonia d'inaugurazione delle Olimpiadi di Pechino è trasmessa dalla Rai con la sua voce.

## Libri
Il 18 ottobre 2002 presenta il libro “La vita al tempo della guerra: Cronache da Israele e dai Territori”, scritto insieme alla moglie Manuela Parrino e pubblicato con Piemme editore.

## Premi
Il 28 febbraio 2005 l'Ordine dei giornalisti della Puglia gli assegna il premio alla carriera “Giornalista di Puglia”, in memoria del collega Michele Campione.